# 劍閣火神廟
劍閣火神廟位於四川省劍閣縣普安鎮，文物遺址年代判定為明。1991年4月16日公佈為四川省第三批文物保護單位。

## 簡介[2]
劍閣縣火神廟位於鐘鼓樓北面，單檐懸山式建築，小青瓦屋面，面闊3間，現為民居。